# Ернст фон Блуменщайн
Ернст фон Блуменщайн (на немски: Ernst von Blumenstein; * 11 февруари 1796 в Ротенбург на Фулда; † 25 август 1875 в Лихтентал, днес част от Баден-Баден) е германски благородник.
Той е фрайхер на Блуменщайн, камерхер в Курфюрство Хесен, собственик на малкото господство (имение) Фалкенберг при Ваберн в Северен Хесен и основател на рода на фрайхери Блуменщайн.

## Биография
Блуменщайн е извънбрачен син на ландграф Карл Емануел фон Хесен-Ротенбург (1746 – 1812) и Луци Юлиане Щруве (* 1769 в Касел). Майка му е дъщеря на регимент-квартир-майстер Йохан Конрад Щруве († 1782 в Ню Йорк), произхождащ от Брауншвайг, и съпругата му от Касел Катарина Елизабет Бетелхойзер от Касел († 31 октомври 1828 във Фулда).
Полубрат е на ландграф Виктор Амадей фон Хесен-Ротенбург (1779 – 1834) и Мария Аделхайд Клотилда фон Хесен-Ротенбург (1787 – 1869), омъжена за княз Карл Август фон Хоенлое-Бартенщайн (1788 – 1844) на 9 септември 1811 г.
Баща му го признава през 1811 г. Блуменщайн започва да служи при роднината си курфюрста на Хесен, получава най-ниската благородническа титла „фрайхер фон Блуменщайн“. Става кур-хесенски камерхер и главен горски майстер на ландграфство Хесен-Ротенбург. Кралство Прусия му признава титлата на 13 май 1870 г.
През 1829 г. купува от полубрат си ландграф Виктор Амадей фон Хесен-Ротенбург малкото господство (имение) Фалкенберг с дворец и рицарските имения Фалкенберг и Роксхаузен (при Ваберн). През 1872 г. продава двореца и имението Фалкенберг на музиканта Йохан Лудвиг Гебхард фон Алвенслебен (1816 – 1895). Мести се в Баден-Баден и след 3 години умира в близкия Лихтентал.

## Семейство
Ернст фон Блуменщайн се жени на 1 февруари 1818 г. във Фулда за Йохана Каролина „Фридерика“ фон Майерфелд (* 29 септември 1799 в Ханау; † 12 април 1866 в Касел), дъщеря на Лудвиг Карл Ернст фон Майерфелд (председател на кур-хесенския главен съд в Марбург и военен министър) и съпругата му Амалия Елизабет Кнобел. Имат 8 деца, 2 от които умират като бебета:
- дъщеря (* 8 април 1821 във Фулда)
- Виктор Густав (* 10 февруари 1823 в Ротенбург; † 6 юни 1823 в Ротенбург)
- Карл Фридрих (* 10 февруари 1823 в Ротенбург; † 1 юли 1867 в Касел), ритмайстер ⚭ 4 ноември 1852 Клотилда фон Калтенборн-Щахау (* 28 юли 1834 в Касел; † 2 юли 1872 в Линден (в Хановер)
- Ернст Карл Фридрих (* 21 октомври 1824 в Ротенбург; † 5 октомври 1887 в Марбург), ритмайстер ⚭ 23 октомври 1852 Йохана Мария Анна д'Орвил (* 24 април 1832 в Офенбах; † 28 юни 1911 в Касел), внучка (?) на Офенбахския табак фабрикант и кмет Петер Георг д’Орвил (1783 – 1858)
- Клотилда (* 6 септември 1829 в Ротенбург; † 1 декември 1906 в Карлсруе) ⚭ 14 юни 1870 Фердинанд Александер Лудвиг фон Майерфелд (1808 – 1882), последният военен министър на Курфюрство Хесен
- Амалия (* 5 август 1834 в Ротенбург; † 6 юли 1895)
- Юлиана („Лили“) (* 7 януари 1837 в Касел; † 26 март 1924 в Бецигероде) ⚭ 8 август 1855 Луис фон Хезберг (1824 – 1909), пруски генерал на кавалерията
- Жени (* 7 ноември 1840 във Фалкенберг; † 8 април 1911 в Гьорлиц) ⚭ 1873 Карл фон Верен († 2 февруари 1900 в Хановер)